# 後藤俊彦
後藤 俊彦（ごとう としひこ、1945年（昭和20年） - ）は、高千穂神社の宮司。

## 略歴
1945年（昭和20年）、宮崎県高千穂町に生まれる。1968年（昭和43年）、九州産業大学商学部卒業後、参議院秘書。1975年（昭和50年）、國學院大學神道学専攻科ならびに日本大学今泉研究所を卒業。
1981年（昭和56年）、高千穂神社禰宜を経て宮司に就任。1980年（昭和55年）と1989年、高千穂神楽ヨーロッパ公演を行う。1987年（昭和62年）、神道文化奨励賞受賞。
2005年（平成17年）現在、高千穂神社宮司、神社本庁参与、神宮評議員、神社本庁九州地区講師。2014年に神職身分の最高位とされる「特級」を授与された。宮崎県内で特級を授与されたのは3人目、現職宮司では宮崎神宮の杉田秀清宮司に次いで2人目。著書に『永遠の日本』『神棲む森の思想』などがある。

## 著書
- 残桜集―歌集・児童神話物語（息吹社） 1982年7月
- 高千穂夜神楽（鉱脈社） 1983年11月
- 永遠の日本（高千穂神社奉賛会） 1983年12月
- 神棲む森の思想（展転社） 1993年11月
- 山青き神のくに（角川春樹事務所） 1999年5月18日
- 神楽三十三番―高千穂夜神楽の世界（みやざき文庫 56） 2008年
- 神と神楽の森に生きる（春秋社） 2009年
- 日向神話 千三百年の旅 天孫降臨から神武東征へ（鉱脈社） 2014年6月4日
- 日本国史学第1号（啓文社書房） 2017年1月